# Ibahernando (kommunhuvudort)
Ibahernando är en kommunhuvudort i Spanien.   Den ligger i provinsen Provincia de Cáceres och regionen Extremadura, i den centrala delen av landet, 230 km sydväst om huvudstaden Madrid. Ibahernando ligger 532 meter över havet och antalet invånare är 587.
Terrängen runt Ibahernando är platt åt nordväst, men åt sydost är den kuperad. Ibahernando ligger uppe på en höjd. Runt Ibahernando är det mycket glesbefolkat, med 7 invånare per kvadratkilometer. Närmaste större samhälle är Trujillo, 15,0 km norr om Ibahernando. Omgivningarna runt Ibahernando är huvudsakligen savann.